# Cornel Frăsineanu
Cornel Dănuţ Frăsineanu (Caracal, 20 agosto 1976) è un ex calciatore rumeno, di ruolo difensore.

## Palmarès

### Club

#### Competizioni nazionali
- Coppa di Romania: 1

Dinamo Bucarest:  2002-2003
- TFF 1. Lig: 1

Bursaspor: 2005-2006